# Tettelham

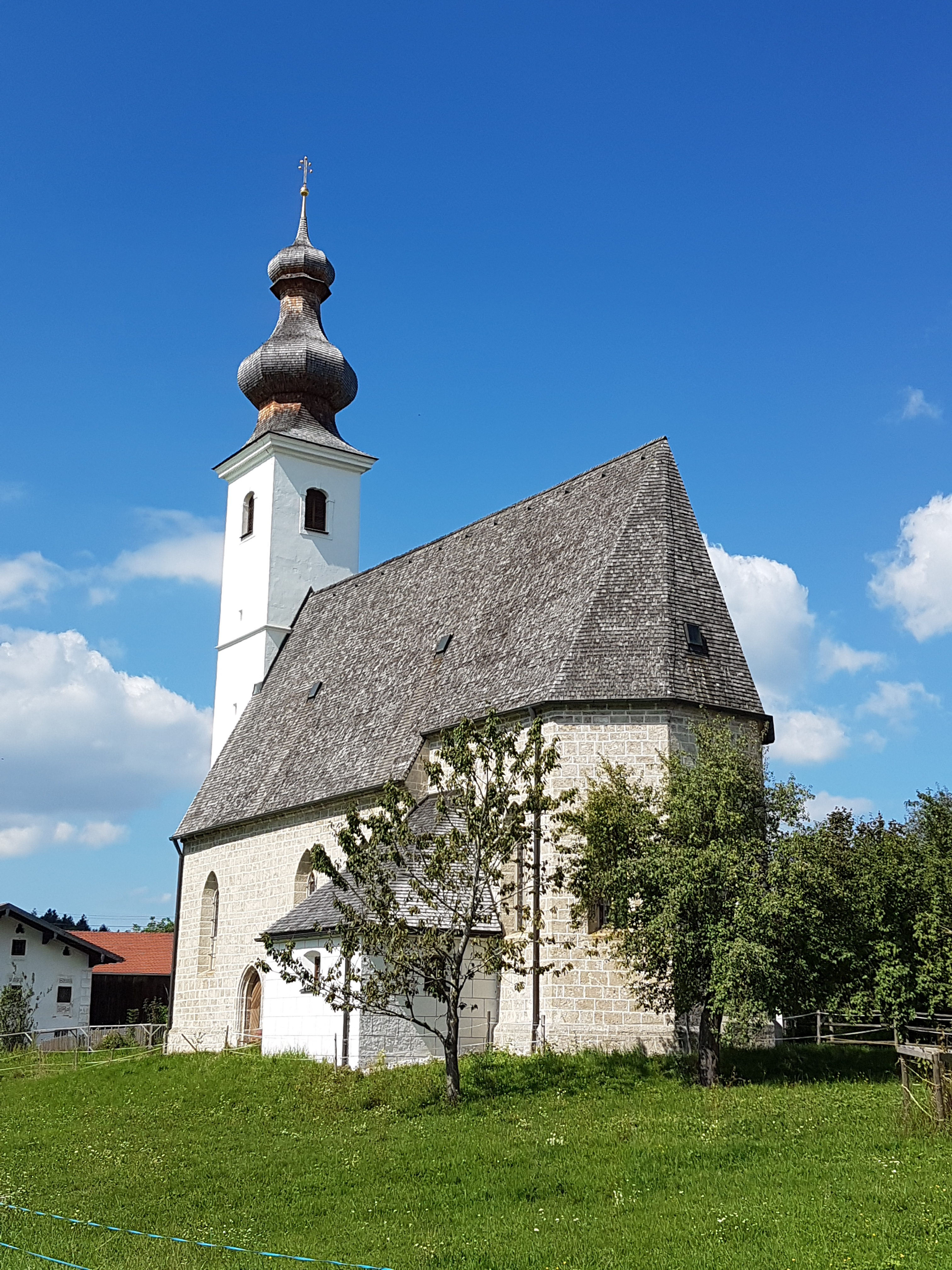
Kirche St. Anna Tettelham

Tettelham ist ein Gemeindeteil des Marktes Waging am See im Landkreis Traunstein (Oberbayern, Bayern).

## Geographie
Tettelham grenzt an die Ortschaft Otting. Im Zentrum des Dorfes steht die Filialkirche St. Anna. Im nördlichen Bereich von Tettelham  liegt der Schlossberg von Tettelham. Es ist ein Hügel, der sich 597 m ü. NHN erhebt. Der Schlossberg bietet vor allem nach Süden und Osten weite Ausblicke.

## Geschichte
Auf dem Schlossberg von Tettelham befinden sich der Burgstall der Burg Obertettelham mit Resten von Mauerwerk und eine 1947 erbaute Kapelle. Die Burg Obertettelham war im Besitz der Herren von Tettelham, die Ministerialen der Grafen von Kraiburg und später der Grafen von Plain waren. Tettelham war in der Folge Sitz eines salzburgischen Pflegers im Pfleggericht Tetlham (auch Tettlham). Zwischen 1683 und 1685 wurden in Waging die Häuser für ein neues Pfleggericht fertiggestellt und diese Funktion ging 1697 auf Waging über, die Burg überließ man dem Verfall. Tettelham kam 1818 mit dem bayerischen Gemeindeedikt zur Landgemeinde Otting. Die politische Gemeinde Otting wurde mit Tettelham am 1. Januar 1972 nach Waging am See eingemeindet.

## Römische Grabtafel in der Kirche St. Anna

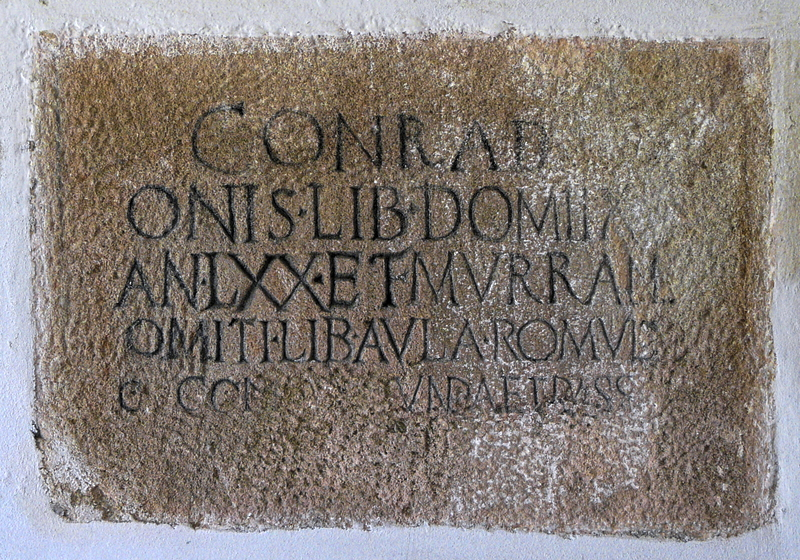
Röm. Grabtafel von Tettelham

Die Römische Grabtafel von Tettelham, auch als Grabinschrift des Marcus Conradius Domitianus benannt, wurde 1835 eingemauert an der Außenwand der Kirche St. Anna entdeckt. Verwahrt wird die Kalksteintafel (45/68 cm) im Vorraum der Kirche.
Die Inschriftenfläche ist an den Rändern stark beschädigt. Erhaltene Buchstaben sind schwarz nachgezogen. Aufgrund des schlechten Erhaltungszustandes ergaben sich im Laufe der Zeit unterschiedliche Varianten der Interpretation.
Der Epigraphiker Rudolf Egger besuchte 1963 Tettelham, fand an der Grabtafel die Spuren abgemeißelter Buchstaben und führte eine neue Transkription aus.

„M(arcus) Conradius / Aionis lib(ertus) Domitianus / o(bitus) an(norum) LXX et Murrania / Domiti lib(erta) Aula Romul[i lib(erta)?] / con(iugi) et [Iuc?]unda et Bass[us] / [---] et / [sibi vivi feceru]nt“